# Jucás (kommun)
Jucás är en kommun i Brasilien.   Den ligger i delstaten Ceará, i den östra delen av landet, 1 400 km nordost om huvudstaden Brasília. Antalet invånare är 23 809.
Följande samhällen finns i Jucás:
- Jucás

Omgivningarna runt Jucás är huvudsakligen savann. Runt Jucás är det glesbefolkat, med 20 invånare per kvadratkilometer.